# Wolfsklauwfamilie
De wolfsklauwfamilie (Lycopodiaceae) is een plantenfamilie uit de orde Lycopodiales. Een familie met die naam werd, als Lycopodia, voor het eerste voorgesteld door Ambroise Marie François Joseph Palisot de Beauvois in 1802. De familie wordt gerekend tot de sporenplanten, die zich niet vermeerderen door middel van zaad maar door sporen. De wolfsklauwen hebben sporendoosjes, die afzonderlijk op de bladvoetjes van de sporofyllen zitten. Deze sporofyllen vormen aan de top van de stengels een sporenaar. Niet alle stengels zijn echter vruchtbaar. Wolfsklauwen hebben minder grote bladeren dan varens.

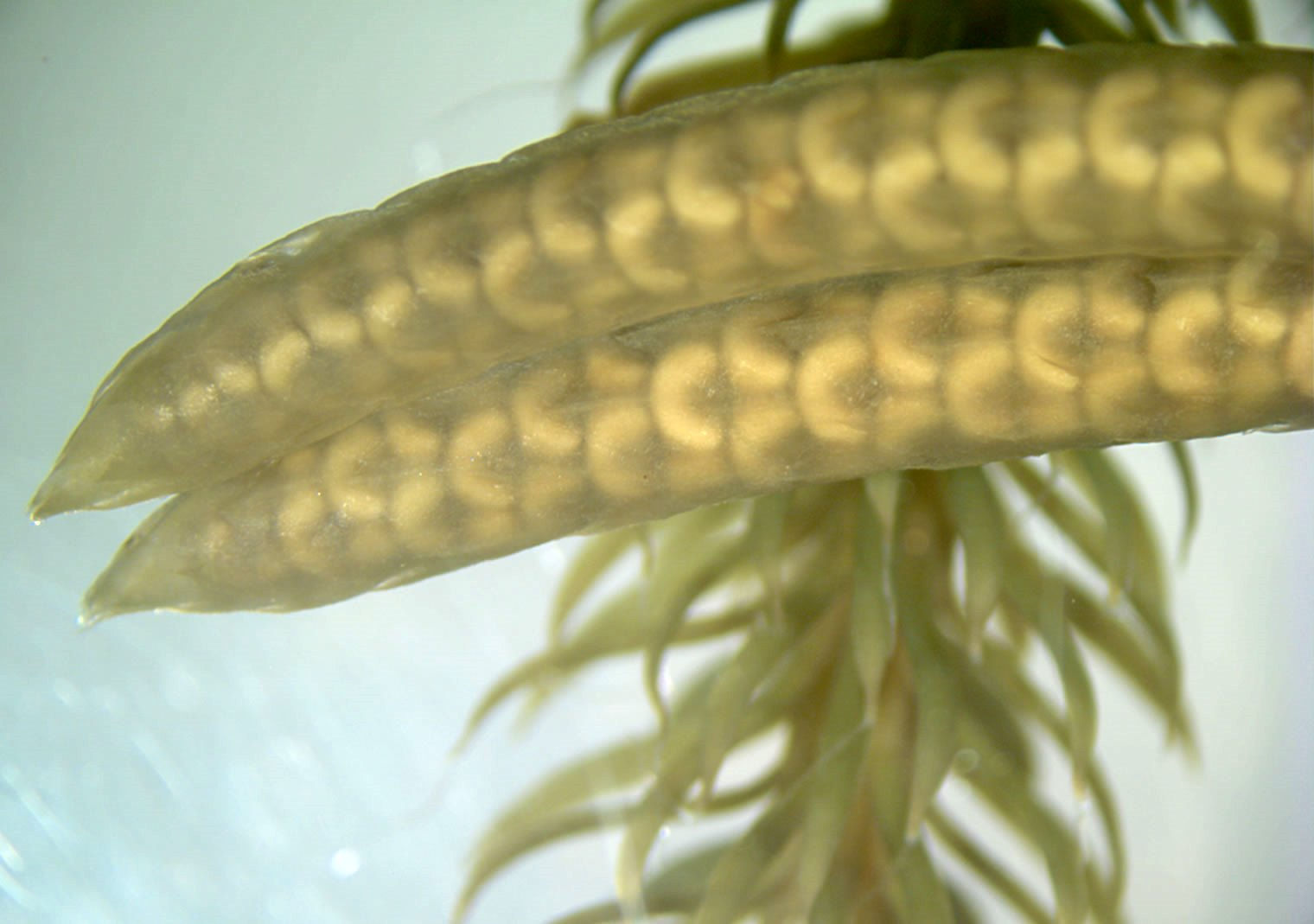
Detail van de sporenaar van een Lycopodium, met niervormige sporendoosjes zichtbaar door de sporofyllen

In Nederland worden volgens de 24ste druk van Heukels' Flora van Nederland in deze familie vijf geslachten onderscheiden:
- Diphasiastrum
- Huperzia
- Lycopodiella
- Lycopodium
- Spinulum

Vijf soorten staan op de Nederlandse Rode Lijst van planten:
- Kleine wolfsklauw (Diphasiastrum tristachyum, voorheen Lycopodium tristachyum)
- Dennenwolfsklauw (Huperzia selago)
- Moeraswolfsklauw (Lycopodiella inundata)
- Grote wolfsklauw (Lycopodium clavatum)
- Stekende wolfsklauw (Spinulum annotinum, voorheen Lycopodium annotinum)

Verder worden beschreven:
- Alpenwolfsklauw (Diphasiastrum alpinum, basioniem: Lycopodium alpinum)
- Vlakke wolfsklauw (Diphasiastrum complanatum, basioniem: Lycopodium complanatum)

In het Carboon vormden de wolfsklauwachtigen een veel belangrijker deel van de vegetatie dan tegenwoordig. Sommige wolfsklauwen (zoals de zegelboom, Sigillaria) bereikten toen het formaat van bomen.

## Toepassingen
- Fytotherapie
- Lycopodiumpoeder (diverse toepassingen)